# Lonely Road
Lonely Road es el segundo álbum de estudio de la banda estadounidense de rock alternativo The Red Jumpsuit Apparatus. Fue lanzado el 3 de febrero de 2009 a través de Virgin Records y fue producido por Howard Benson. El álbum recibió una recepción mixta por parte de la crítica. Lonely Road debutó en el número 14 del Billboard 200 y generó dos sencillos: "You Better Pray" y "Pen & Paper". Para promocionar el disco, la banda realizó giras por Asia, Australia y América del Norte, con apariciones en festivales de música.

## Lista de canciones
| N.º | Título                 | Duración |  |
| 1.  | «You Better Pray»      | 3:35     |  |
| 2.  | «No Spell»             | 3:03     |  |
| 3.  | «Pen & Paper»          | 3:24     |  |
| 4.  | «Represent»            | 3:24     |  |
| 5.  | «Pull Me Back»         | 3:10     |  |
| 6.  | «Step Right Up»        | 3:47     |  |
| 7.  | «Believe»              | 4:14     |  |
| 8.  | «Pleads and Postcards» | 3:28     |  |
| 9.  | «Lonely Road»          | 4:14     |  |
| 10. | «Senioritis»           | 2:20     |  |
| 11. | «Godspeed»             | 5:37     |  |

## Posicionamiento en lista
| Lista (2009)                            | Posición |
| --------------------------------------- | -------- |
| Australia (ARIA)                        | 41       |
| Canadá (Billboard Canadian Albums)      | 35       |
| Estados Unidos (Billboard 200)          | 14       |
| Estados Unidos (Top Alternative Albums) | 3        |
| Estados Unidos (Top Rock Albums)        | 5        |

## Personal
The Red Jumpsuit Apparatus
- Ronnie Winter - voz principal
- Elias Reidy – guitarra principal, coros
- Duke Kitchens - guitarra rítmica
- Joey Westwood - bajo
- Jon Wilkes - batería, percusión